# Serghei Vinogradski
Serghei Nikolaevici Vinogradski (în ucraineană: Сергій Миколайович Виноградський, în rusă Серге́й Николаевич Виноградский;  n. 1/13 septembrie 1856, Kiev, gubernia Kiev⁠(d), Imperiul Rus – d. 24 februarie 1953, Brie-Comte-Robert, Île-de-France, Franța) a fost un microbiolog, ecolog și pedolog ucrainean, cunoscut pentru faptul că a introdus conceptul de ciclu biogeochimic și a descris pentru prima dată chemosinteza.